# Stéphane Bertrand

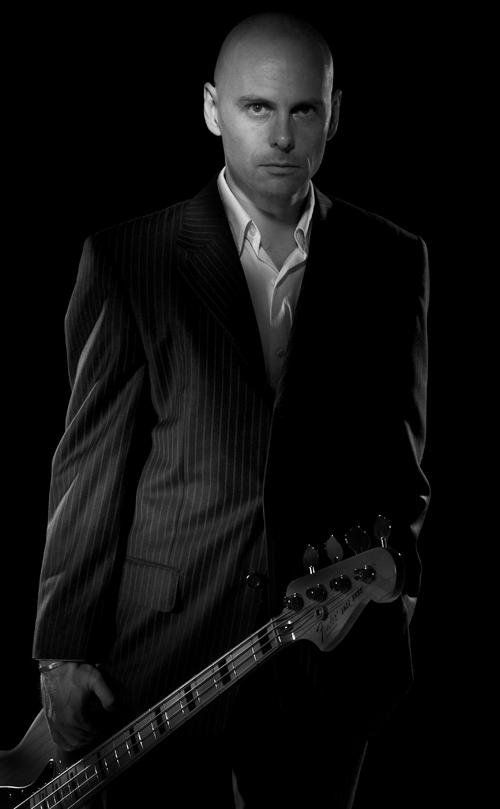
Stéphane Bertrand

Stéphane Bertrand (* 1967 in Cannes) ist ein französischer Bassist und Komponist.

## Biografie
Stéphane Bertrand interessierte sich früh für Musik, Literatur und Kino. Er begann in Cannes und Nizza im Jahr 1987 seine Karriere als Berufsmusiker mit Scott Parker Allen und anderen.
Bis heute folgten viele Einsätze am E-Bass und Akustik-Bass als Live- und Studiomusiker und auch die Veröffentlichung eigener Werke, wie beispielsweise die Vertonung eigener Kompositionen, die Musik zu verschiedenen Theaterstücken (u. a. Michael Gaudos „Berger des Chimères“), aber auch Soundtracks zu Kurzfilmen. 
Das Zusammentreffen mit Jean-Marc Jafet war entscheidend für Bertrands weitere Karriere, als er diesen auf einer Tournee mit dessen Band vertreten sollte. Daraus entwickelte sich in den folgenden Jahren eine fruchtbare Zusammenarbeit mit vielen anderen Künstlern, auf der Konzertbühne, bei Tourneen und Festivals, oder auch im Studio: Amina Fakhet, Soriba Kouyaté, Yang, Jean-Marc Jafet, François Chassagnite, Frédéric Luzignant, Julien Vecchié, Scott Parker Allen, Frédéric l'Epée und viele andere Künstler schätzen bis heute die Zusammenarbeit mit Bertrand.
Im Jahr 2000 tritt Bertrand der GLI (Groupement des Libres Improvisateurs) bei, die von Frédéric L'Epee und Serge Pesce gemanagt wird, und nimmt mit diesem Ensemble drei Live-Alben auf. Neben Konzerten mit seinem eigenen Quartett (François Chassagnite tr, Claude Tedesco p, Yoann Serra dr) begleitet er Soriba Kouyaté auf der Europa-Tournee. Zur Kompilation „Basses influences 3“ (erschienen bei 13 Bis) steuert er ein Akustik-Bass-Solo „Etranger“ bei.
Sein Spiel ist geprägt von großer Musikalität und unvorhersehbar in Interpretation und Ausdruck; den Klang seiner Instrumente könnte man fast als „impressionistisch“ bezeichnen. Seine tiefgehenden Improvisationen entspringen verschiedensten Quellen von Klassik und Rock über Jazz bis hin zur Weltmusik.
Seine Kompositionen tragen ungewöhnliche Titel und sind oft nostalgisch und mysteriös. In zahllosen Veröffentlichungen wurde in Frankreich über ihn berichtet. Musikjournalisten wie Noël Balen sehen in ihm einen Musiker von unschätzbarem Talent, der im Rock ebenso zuhause ist wie im Jazz.

## Diskografie
Drei Alben sind bisher unter seinem Namen erschienen:
- 1998: Esmak ?
- 2000: Clandestin
- 2004: En apparence...

Weitere Mitwirkung unter anderem auf folgenden Alben:
- 2000: Les aventures de (Groupement de Libres Improvisateurs) drei Live-Alben
- 2002: Basse Influences 3
- 2003: Inner (Curl)
- 2004: A complex nature (Yang)
- 2004: Chaad Baladi (Amina Fakhet)